# Сейтан

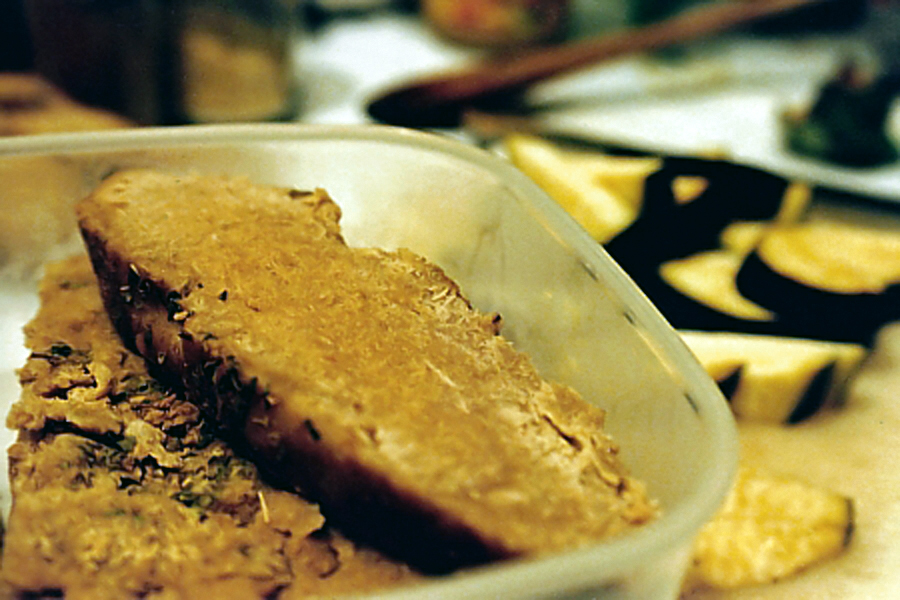
Кусок сейтана

Сейтан (яп. セイタン, англ. seitan) — продукт питания, изготовленный из пшеничного белка (также называемого «глютен», «клейковина»), родом из Восточной Азии. Известен в первую очередь как растительный заменитель мяса. Название «сейтан» предположительно происходит от словосочетания «растительный белок» (яп. 植物性蛋白 сёкубуцусэй тампаку).

## История
Первое упоминание пшеничного глютена, или клейковины, относится к Китаю VI века. Уже при династии Сун (960—1279) он носил своё нынешнее китайское название мяньцзинь (кит. трад. 麵筋, упр. 面筋, пиньинь miànjīn). Буддисты в Китае широко употребляли его вместо мяса в различных вариациях. В Европе и США пшеничная клейковина изначально получила распространение ближе к середине XIX века как ингредиент в продуктах питания для диабетиков, прежде всего в диабетическом хлебе.
Слово «сейтан» ввёл в оборот японский философ и основатель макробиотики Джордж Озава в 1961 году. Как правило, Озава записывал его катаканой, но иногда также использовал кандзи: «сэй» (生, в японском прочтении нама, «сырой», «свежий») и «тан» (蛋) — первый иероглиф в слове «бело́к» (яп. 蛋白 тампаку). Так он назвал мясоподобный продукт из пшеничного глютена и соевого соуса, разработанный тогда же одним из его учеников, Киёси Мокутани. В 1962 году сейтан впервые поступил в продажу в Японии. В 1969 году бостонская продовольственная компания Erewhon начала импортировать его в США, а спустя несколько лет американские производители стали выпускать собственную продукцию. Первое время производством сейтана в западных странах занимались исключительно приверженцы макробиотической диеты.

## Пищевая ценность и использование

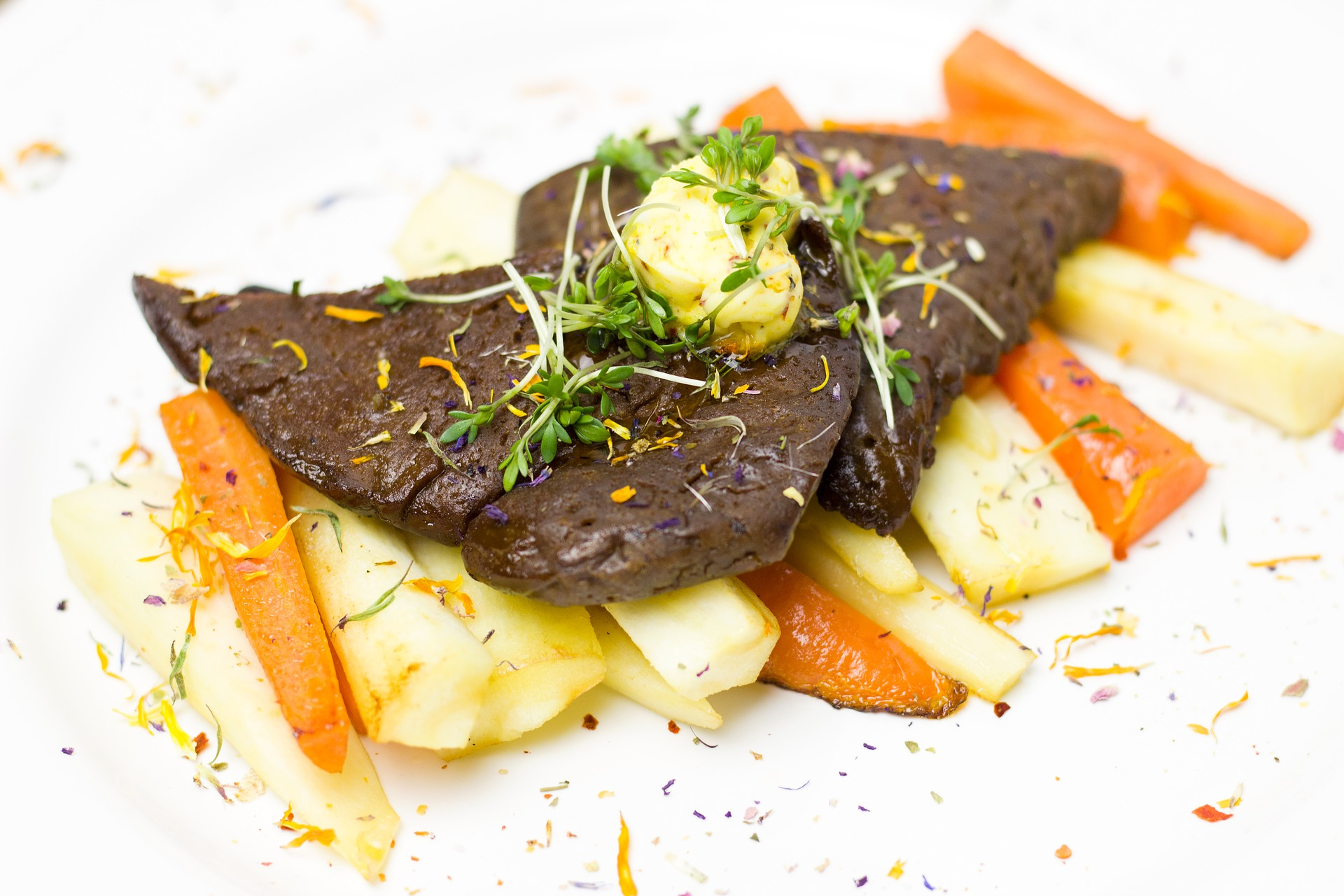
Стейк из сейтана с овощами

В сейтане много белков и сравнительно мало калорий, жиров и углеводов. В 100 граммах содержится около 25 граммов белка, 1—2 граммов жира и 4—6 граммов углеводов — пищевая ценность сейтана зависит от того, какие ингредиенты использовались для его приготовления. Пшеничный глютен, на основе которого делается сейтан, состоит из белка более чем на 75 %.
Благодаря высокому содержанию белка, а также внешнему виду, текстуре и консистенции, сейтан стал известен во всём мире как растительный заменитель мяса. Сейтан может использоваться в любых мясных блюдах вместо мяса, делая эти блюда вегетарианскими или веганскими. В этом смысле сейтан схож с некоторыми соевыми продуктами — соевым мясом, тофу, темпе. Может подвергаться консервированию и замораживанию.

## Производство

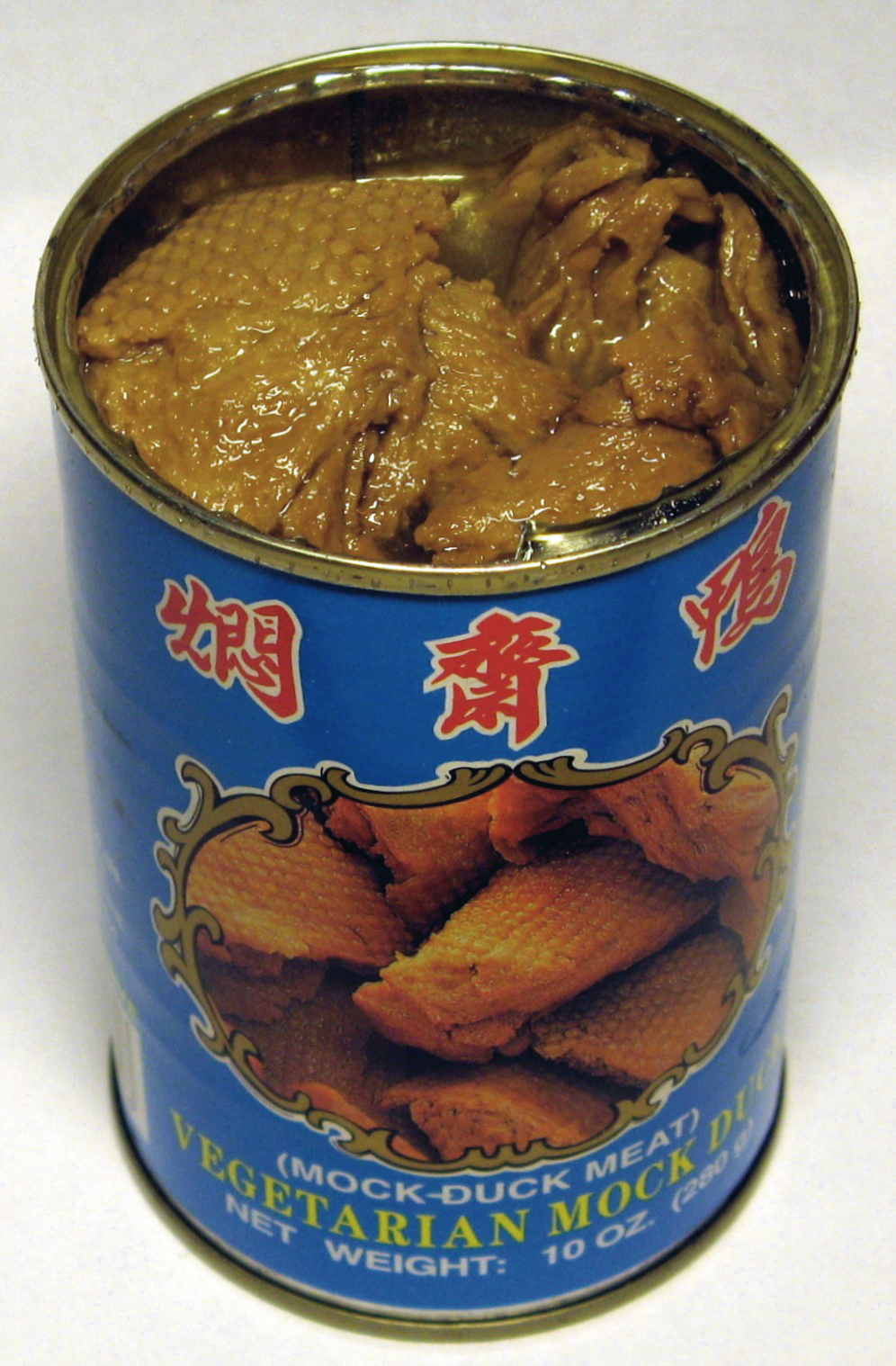
Консервированный жареный сейтан («под утятину»), Тайвань

Сейтан может производиться как в промышленных, так и в домашних условиях. Сырьём для него служит губковатая масса, состоящая главным образом из пшеничной клейковины и воды.

### Производство сырья из муки
Тесто из 2 частей пшеничной муки и 1 части воды держится в воде около получаса. Затем тесто многократно промешивается под проточной водой. При этом крахмал, содержащийся в пшеничной муке, вымывается из сырья, а в тесте остаётся белок. Вес теста может уменьшаться примерно на 60 %. Этот процесс происходит обычно на протяжении около получаса — до тех пор, пока вода не перестанет становиться совсем мутной (как молоко) при промешивании в ней теста. Тесто становится исходным сырьём для сейтана и приобретает консистенцию мягкой резиновой губки.

### Производство сырья из клейковины
Сырьё для сейтана гораздо проще производится при наличии муки из пшеничной клейковины. Мука из клейковины просто перемешивается с водой в соотношении около 10:9.

### Производство сейтана из сырья
Сырьё разделяется на желаемые куски, затем около получаса отваривается в бульоне, от которого получает свой вкус. Традиционно используется пряный бульон с добавлением соевого соуса и водорослей, но может быть любым другим, например, томатным или грибным. Вкус бульона очень влияет на вкус сейтана, так как сейтан после варки хранится в сосуде с ним.
Может храниться в холодильнике несколько недель, в бульоне, в плотно закрытом сосуде. Как правило, сейтан должен отстояться в течение нескольких дней, чтобы лучше впитать вкус бульона, после чего он готов к кулинарному использованию.
Сырьё также может быть сначала смешано с бульоном, а затем шприцовано в колбасную оболочку. Полученная колбаса отваривается или готовится иным способом.